# T-Mobile Center
Das T-Mobile Center (bis 2020 Sprint Center) ist eine Multifunktionsarena in der US-amerikanischen Stadt Kansas City im Bundesstaat Missouri. Der Namensgeber ist der Mobilfunkbetreiber T-Mobile US, bis zur Verschmelzung im Jahr 2020 vorher der ehemalige Telekommunikationsanbieter Sprint Corporation.

## Geschichte
Eröffnet wurde das damalige Sprint Center am 10. Oktober 2007 und ein Konzert von Elton John am 13. Oktober 2007 war das erste Event in der Arena. Die Arena besitzt 18.500 Plätze und 75 Logen und hat die 1974 eingeweihten Kemper Arena als Hauptveranstaltungshalle abgelöst. Zusätzlich ist die College Basketball Experience, welche die National Collegiate Basketball Hall of Fame beinhaltet, nördlich mit der Arena verbunden. Im Jahr 2008 wurde das Big 12 Men’s Basketball Tournament im Sprint Center abgehalten, außerdem wurden sowohl die ersten beiden Runden des 
NCAA Division I Men’s Basketball Championship 2009 und die Regionalausscheidungen der Final Four des NCAA Division I Women’s Basketball Championship 2010 hier ausgetragen.
Die Stadt führt Gespräche, um ein Franchise der National Hockey League (NHL) oder der National Basketball Association (NBA) in die Halle nach Kansas zu holen. Bisher blieben die Versuche aber erfolglos.

## Details
Die Bauarbeiten starteten am 24. Juni 2005 und waren am 11. Oktober 2007 abgeschlossen. Der endgültige Entwurf, des Downtown Arena Design Teams (eine Zusammenarbeit des Architekturbüros Populous (vorher HOK Sports), 360 Architecture, Rafael Architects and Ellerbe Becket), wurde im August 2005 ausgewählt. Der für das gesamte Projekt verantwortliche Baumanager war die in Minneapolis ansässige M.A. Mortenson Company. Die komplette äußere Glasfassade, alle Metall-Paneele für die angrenzenden Gebäude und alle zusätzlichen Metall-Verkleidungen wurden speziell für das Sprint Center von Overgaard Ltd., Hong Kong. hergestellt. Insgesamt wurden ca. 13.000 m² Doppel-Isolierglas und 5.000 m² lackierte Aluminium Wandpaneele verbaut. Alle 2.404 Glas-Elemente des Hauptgebäudes wurden der Reihe nach hergestellt und vor dem Transport komplett vormontiert.

## Nutzung

### Arena Football League
Zu Beginn der Saison 2008 verkündete das Arena-Football-Team der Kansas City Brigade seinen Umzug von der Kemper Arena in das Sprint Center. Zu Arena Football finden 17.297 Zuschauer Platz in der Arena. Die Saison 2009 wurde abgesagt. In den Jahren 2011 und 2012 kehrte das Team noch einmal in die Liga und in das Center zurück.

### Konzerte
Das T-Mobile Center ist seit seiner Eröffnung häufig Schauplatz von Konzerten. Es traten bislang unter anderem folgende Künstler auf:
- Elton John – 13. Oktober 2007
- Rascal Flatts – 25. Oktober 2007
- Garth Brooks – 5. bis 12. und 14. November 2007
- Hannah Montana mit den Jonas Brothers als Vorgruppe – 3. Dezember 2007
- Keith Urban und Carrie Underwood – 5. März 2008
- Bon Jovi – 17. und 22. April 2008
- The Police – 13. Mai 2008
- Bruce Springsteen & The E Street Band – August 2008
- Tina Turner – 1. und 8. Oktober 2008
- Janet Jackson mit LL Cool J als Vorgruppe – 24. Oktober 2008
- Metallica – 25. Oktober 2008
- The Eagles – 9. November 2008
- Coldplay – 13. November 2008
- Céline Dion – 3. Januar 2009
- Lil Wayne mit T-Pain, Keyshia Cole, Gym Class Heroes, Keri Hilson und Gorilla Zoe – 9. Januar 2009
- AC/DC – 21. Januar 2009
- Britney Spears mit den Pussycat Dolls als Vorgruppe – 2. April 2009
- Nickelback mit Seether und Saving Abel als Vorgruppe – 8. April 2009
- Fleetwood Mac – 8. Mai 2009
- Demi Lovato mit David Archuleta als Vorgruppe – 22. Juli 2009
- Dave Matthews Band – 30. September 2009
- Pittbull mit Enrique Iglesias – 3. März 2011
- Skillet – 17. Februar 2012

## Galerie

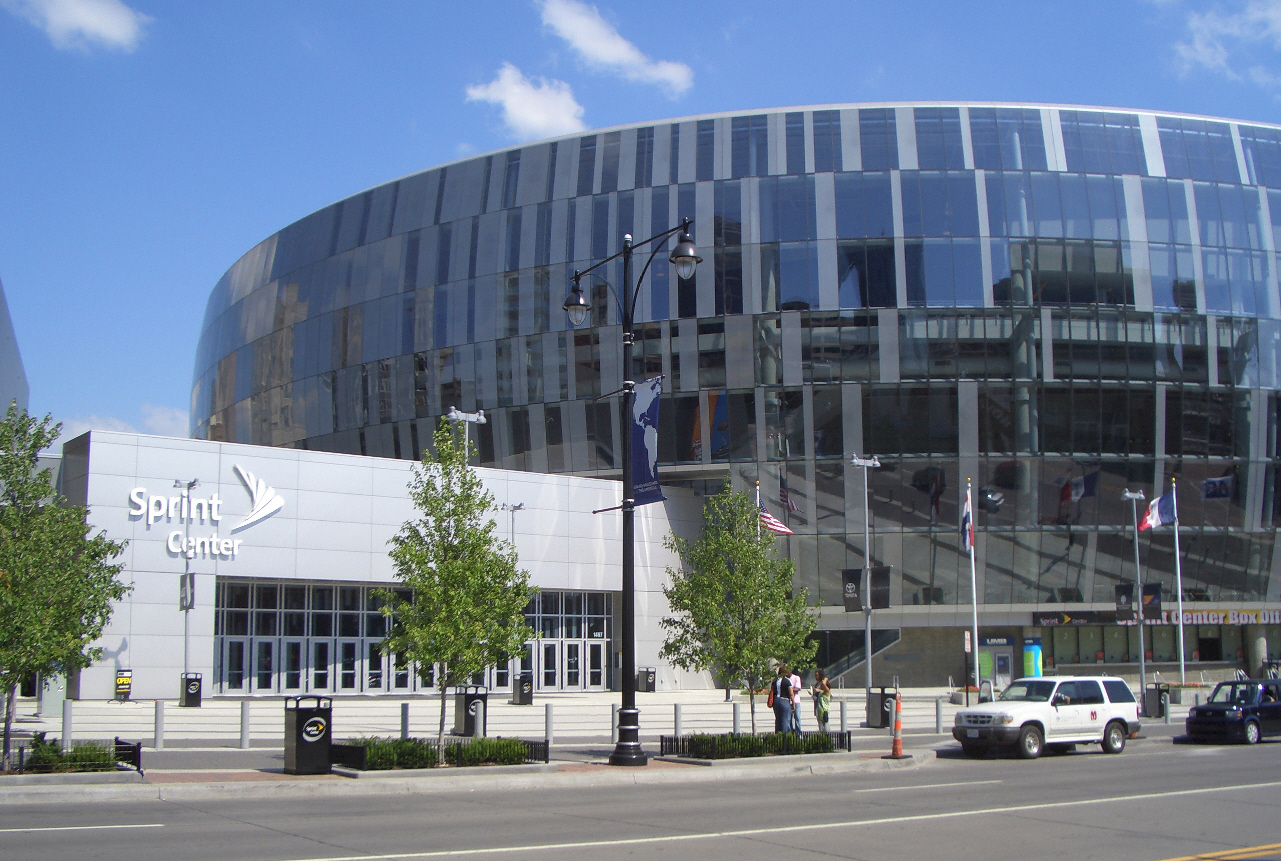
Eingangsbereich des Sprint Center (2008)
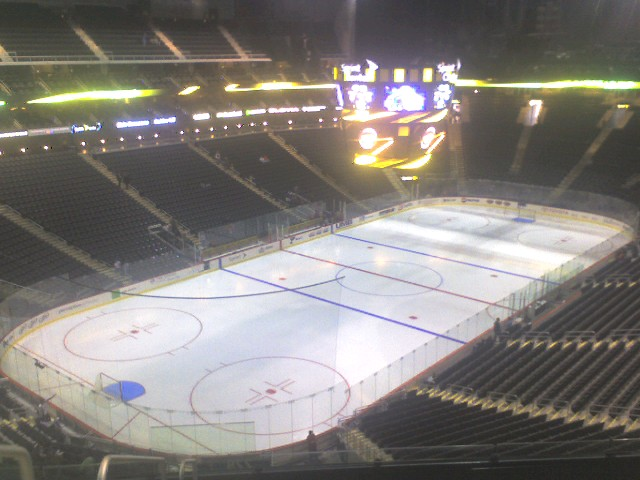
Der Innenraum mit Eisfläche
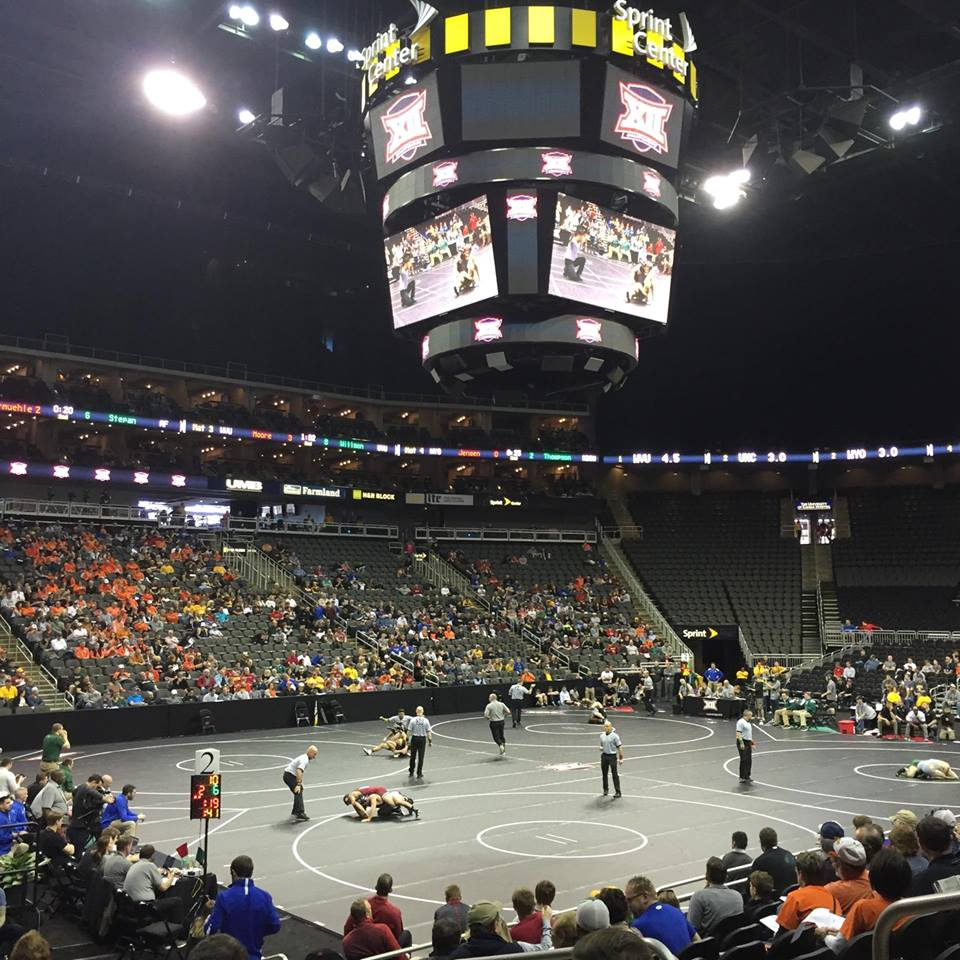
Die Big 12 Wrestling Championships 2016 in der Halle